# Wichte (Fulda)
Die Wichte ist ein 9,7 km langer, westlicher und linker Nebenfluss der Fulda. Sie fließt durch Licherode (Ortsteil der Gemeinde Alheim, im osthessischen Landkreis Hersfeld-Rotenburg) sowie durch Wichte und Neumorschen (beides Ortsteile der Gemeinde Morschen im nordhessischen Schwalm-Eder-Kreis).
Ihr Einzugsgebiet ist 20,2 km² groß und ihre Abflussmenge (MQ) beträgt 142 l/s. Der Name leitet sich möglicherweise vom germanischen *weik-a- „weichen, sich schnell bewegen“ ab.

## Verlauf
Die Wichte entspringt in zwei etwa 40 Meter voneinander entfernten Quellen am Nordwesthang des 3,5 km südwestlich des Alheimer Ortsteils Oberellenbach liegenden Rehkopfs (487,5 m) auf etwa 440 m ü. NHN. Der Rehkopf gehört zum Neuenstein-Ludwigsecker Höhenzug (Naturraum 357.0), der wiederum zum äußersten Südwesten des Fulda-Werra-Berglands (357) und damit zum Knüllgebirge (Knüll) im erweiterten Sinne gehört. Auf dem Osthang des Rehkopfs entspringt der ebenfalls in die Fulda entwässernde Holzgraben.
Nach etwa 50 m vereinigen sich die beiden kleinen Quellbäche und die Wichte verläuft zunächst 1,2 km durch ein beidseitig bewaldete enges Tal nach Nordnordwesten, dann rund 1 km nach Norden westlich am Waldrand entlang bis und durch Licherode. Am nördlichen Ortsende biegt sie um nach Nordwesten, nun links begleitet von der Kreisstraße K 66 und weiterhin am Waldrand, und nimmt nach etwa 800 m den links von Süden herbeikommenden Heppenbach auf. Nach weiteren 300 m durchfließt sie einen langgestreckten, schmalen, etwa 500 m langen Teich bei der ehemaligen Kohls Mühle, an dessen linkem, westlichen Ufer sich ein Campingplatz befindet. Am Nordende des Teichs, bei der ehemaligen Kaisers Mühle, heute das am rechten Ufer liegende Erholungsheim Haus Herwig, überquert der Bach die Gemarkungs- und Kreisgrenze, dabei die K 66 unterquerend, die nun zur Kreisstraße K 130 im Schwalm-Eder-Kreis wird und der Wichte an deren rechten Ufer folgt. Die Wichte biegt hier in langem Rechtsbogen nach Norden und Nordnordosten um und erreicht nach weiteren 800 m die Einmündung der K 130 in die von Westen kommende Landesstraße L 3225 südlich von Wichte. Dort nimmt sie den von Westen kommenden Heidelbach auf und unterquert die hier endende K 130 nach Osten. 
Durch Wichte hindurch verläuft sie, teilweise kanalisiert, entlang der L 3225, am nördlichen Ortsende auf die linke Seite der Straße wechselnd und dort den von Westen herbeifließenden Hachelbach aufnehmend. Etwa 50 m nach Verlassen von Wichte fließen ihr von Westen der Hundsgraben, rund 100 m weiter von Osten der Löbergraben und schließlich nach weiteren knapp 200 m von Westen der Löwengraben zu. Nun biegt die Wichte nach Nordnordosten ab und verläuft, an der Westflanke des Bornbergskopfs (410,6 m) entlang und rechts von der L 3225 begleitet, etwa 2,5 km bis nach Neumorschen. Dabei passiert sie etwa 1 km nordöstlich von Wichte das östlich an der L 3225 liegende Erholungsheim „Haus Begmannsruh“ (Haus Walter). 
Am südwestlichen Ortsrand von Neumorschen erreicht sie die 1958 stillgelegte Obermühle, vor der ein kurzer Mühlgraben abzweigt, der sich 400 m weiter nordöstlich wieder mit dem Bach vereint. Nach etwa 300 m weiterer Fließstrecke durch die südlichen Bereiche von Neumorschen unterquert die Wichte am Ostrand des Dorfs die L 3225, biegt unmittelbar danach scharf nach Norden um und mündet dann nach weiteren 300 m unterhalb des Fuldawehrs der Heckenmühle und wenige Meter südlich der Neumorschen mit Altmorschen verbindenden Fuldabrücke (L 3225) von Westen in die Fulda.